# Осада Калькутты
Осада Калькутты (англ. Siege of Calcutta) — первое столкновение армии наваба Бенгалии с Британской Ост-Индской компанией, с которого началась Третья Карнатикская война, которая впоследствии перешла в англо-французскую войну на индийском субконтиненте. 20 июня 1756 года бенгальские войска атаковали и легко захватили британскую факторию в Калькутте.
Британцы старались избегать конфликта с бенгальскими властями, но нападение на Калькутту заставило их перебросить войска из Мадраса и начать боевые действия против армии наваба. Им удалось отбить Калькутту, захватить французскую факторию Чанданнагар, а затем разбить наваба в сражении при Плесси в 1757 году.

## Предыстория
В 1740 году Аливарди-хан захватил столицу Бенгалии, город Муршидабад, и стал навабом Бенгальской субы. Его власть распространялась на Бенгалию, Ориссу и Бихар, и он только номинально подчинялся Великим моголам. Между навабом и англичанами происходили мелкие трения: англичане жаловались, что им не дают в полной мере воспользоваться правами, данными фирманом шаха Фаррух-Сияра в 1717 году, и в то же время позволяли подданным наваба беспошлинно торговать, что вредило налогообложению.
В апреле 1756 года Аливарди-хан умер, и власть перешла к его 23-летнему племяннику Мипрза-Мухаммаду, известному также под именем Сирадж уд-Даула. Он с подозрением относился к европейским торговым компаниям, и когда англичане и французы начали усиливать свои форты, ожидая новой войны, он (16 мая) запретил делать это без разрешения. Французы ответили, что только ремонтируют повреждённые стены, а англичане сказали, что, поскольку ожидается война с Францией, им приходится укреплять свои фактории. Сирадж уд-Даула счёл этот ответ оскорбительным, поскольку он ставил под сомнение его способность поддерживать мир в своей стране. Он решил напасть на англичан, заставить их снести все укрепления, а в случае отказа — полностью изгнать их из страны.

## Начало войны
Сирадж уд-Даула собрал отряд в 3000 человек и 1 июня 1757 года приказал атаковать британскую факторию Коссимбазар. Английский командир Уоттс запросил помощи из Калькутты, но Совет в Калькутте решил не ослаблять гарнизон города. У Уоттса было всего 50 человек и несколько орудий, но он надеялся откупиться. Однако наваб отдал приказ о штурме укрепления. Первая атака была отбита. Тогда Уоттса вызвали на переговоры и, когда он явился, захватили его в плен. 5 июня Коссимбазар был занят бенгальской армией, и в тот же день наваб пошёл на Калькутту. Несмотря на жаркое время года и использование медленных тяглых животных, слонов и волов, Сирадж уд-Даула прошёл 160 миль до Калькутты за 11 дней. Ему удалось собрать армию в 50 000 человек, но люди шли неохотно, и ходили слухи, что армия неминуемо погибнет.

## Осада
В 1756 года Калькутта была мало пригодна для обороны. Современники писали, что ворота форта могли бы выдержать первый выстрел 6-фунтового орудия, но не выдержали бы второго. Стена с востока и юга имела множество брешей. Командир гарнизона, капитан Минчин, был, по общему мнению, совершенно некомпетентен. Губернатор города, Роджер Дрейк, тоже был человеком слабым и нерешительным, и не пользовался уважением общества.
Англичане ещё 20 мая заподозрили приближение войны и стали готовиться к обороне: нанимали местных стрелков и запасали продовольствие. 7 июня командир калькуттского форта запросил помощи в Мадрасе, а заодно попросил помочь голландцев и французов, но те не стали ввязываться в конфликт. В укреплениях Калькутты не хватало орудий и боеприпасов, а снаряды для гаубиц имели такие плохие запалы, что разрывались почти сразу после выстрела. Не хватало и людей: из регулярных войск нашлось всего 180 португальцев. 8 июня было набрано 250 ополченцев из англичан, португальцев и армян. 11 июня губернатор Дрейк собрал все свои силы, и их оказалось 515 человек. Их распределили по батареям и редутам.
13 июня авангард армии наваба находился в 15 милях от Калькутты, в дневном переходе. Всем английским женщинам и детям было приказано укрыться в форте, а внешние батареи и частоколы были срочно достроены. Затем он окружил Форт-Уильям, а затем атаковал южную стену. У артиллеристов не было времени поднять свои орудия, и индийцы хлынули внутрь. Затем они атаковали остальную часть форта, и в короткое время форт был захвачен.